# Aldeanueva del Codonal (kommunhuvudort)
Aldeanueva del Codonal är en kommunhuvudort i Spanien.   Den ligger i provinsen Provincia de Segovia och regionen Kastilien och Leon, i den centrala delen av landet, 100 km nordväst om huvudstaden Madrid. Aldeanueva del Codonal ligger 859 meter över havet och antalet invånare är 189.
Terrängen runt Aldeanueva del Codonal är platt. Runt Aldeanueva del Codonal är det glesbefolkat, med 8 invånare per kvadratkilometer. Närmaste större samhälle är Arévalo, 14,9 km väster om Aldeanueva del Codonal. Trakten runt Aldeanueva del Codonal består till största delen av jordbruksmark.